# Homer Glen
Homer Glen – wieś w Stanach Zjednoczonych, w stanie Illinois, w hrabstwie Will.